# Doppelgriff

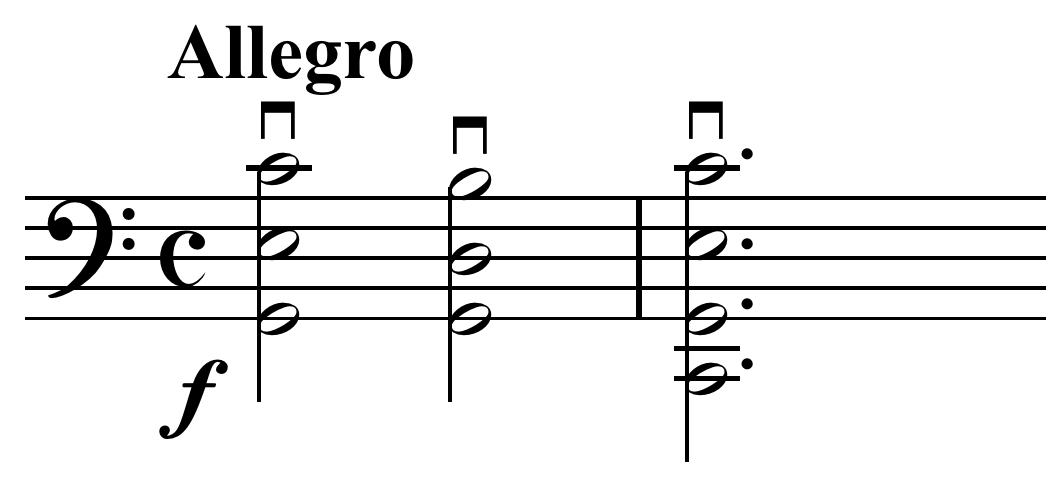
Beispiel: Doppelgriffnotation der Cellisten im Auftakt der Sonate in C-Dur op. 40 Nr. 1 von Jean-Baptiste Breval

Ein Doppelgriff (englisch double stop, französisch double-corde), oder auch Mehrfachgriff, sind zwei oder mehrere auf einem Musikinstrument gleichzeitig zu spielende Töne. Doppelgriffe sind insbesondere bei Streichinstrumenten von großer Bedeutung, aber auch bei anderen Instrumenten, beispielsweise Klavier oder Gitarre, wird von Doppelgriffen gesprochen. In der modernen Notenschrift stehen die gegriffenen Töne untereinander.

## Streichinstrumente
Soll zum Beispiel bei der Violine ein Zusammenklang aus zwei Tönen erzeugt werden, werden zwei Saiten des Instruments, mit einem oder zwei Fingern der linken Hand niedergedrückt und gleichzeitig mit dem Bogen angestrichen.
Neben den einfachen Doppelgriffen sind teilweise auch bei Streichinstrumenten sogenannte Tripel- oder Quadrupel- bzw. Drei- oder Vierfachgriffe möglich. Allerdings muss bei dieser Art von Griffen die U-Form des Steges beachtet werden, sodass die Gefahr besteht, dass besonders Drei- oder Vierfachgriffe eher als gebrochene bzw. arpeggierte Akkorde und nicht als direkter Zusammenklang wahrgenommen werden (was im Ausnahmefall vom Komponisten aber auch gewollt sein kann).
Viele Streichinstrumente besitzen zudem keine Bünde. Somit ist es schwierig, den Ton sauber zu treffen. Da kein Ton zum anderen exakt den gleichen Abstand hat, ist es umso schwieriger, Folgen von Doppelgriffen sauber zu spielen. 
Die Sonaten und Partiten für Violine von Johann Sebastian Bach und die Violinkonzerte und Sonaten von Giuseppe Tartini verdeutlichen die Höhepunkte der Mehrgrifftechnik in der Musik des Hochbarocks. Der Gebrauch des „Doppelflageolett“, also die Erzeugung von Flageoletttönen auf zwei Saiten gleichzeitig, durch Niccolò Paganini war ein weiterer Meilenstein dieser Technik. 
Besonders ab der späteren Romantik rückte dann schließlich mehr und mehr das Divisi-Spiel (also das Aufteilen der Stimmen auf mehrere Instrumente) der Streicher in den Vordergrund, was die Mehrfachgrifftechnik teilweise in den Hintergrund rücken ließ (siehe Hector Berlioz’ Symphonie fantastique für ein früheres Beispiel), dennoch blieben Doppelgriffe auch zur späteren Zeit eine unerlässliche Technik.